# Amblyeleotris bellicauda
Amblyeleotris bellicauda  es una especie de pez de la familia de los Gobiidae en el orden de los Perciformes.

## Morfología
Las  hembras pueden llegar a alcanzar los 4,97 cm de longitud total.

## Distribución geográfica
Se encuentran en Nueva Caledonia.

## Observaciones
Es inofensivo para los humanos. 